# Hydraulique

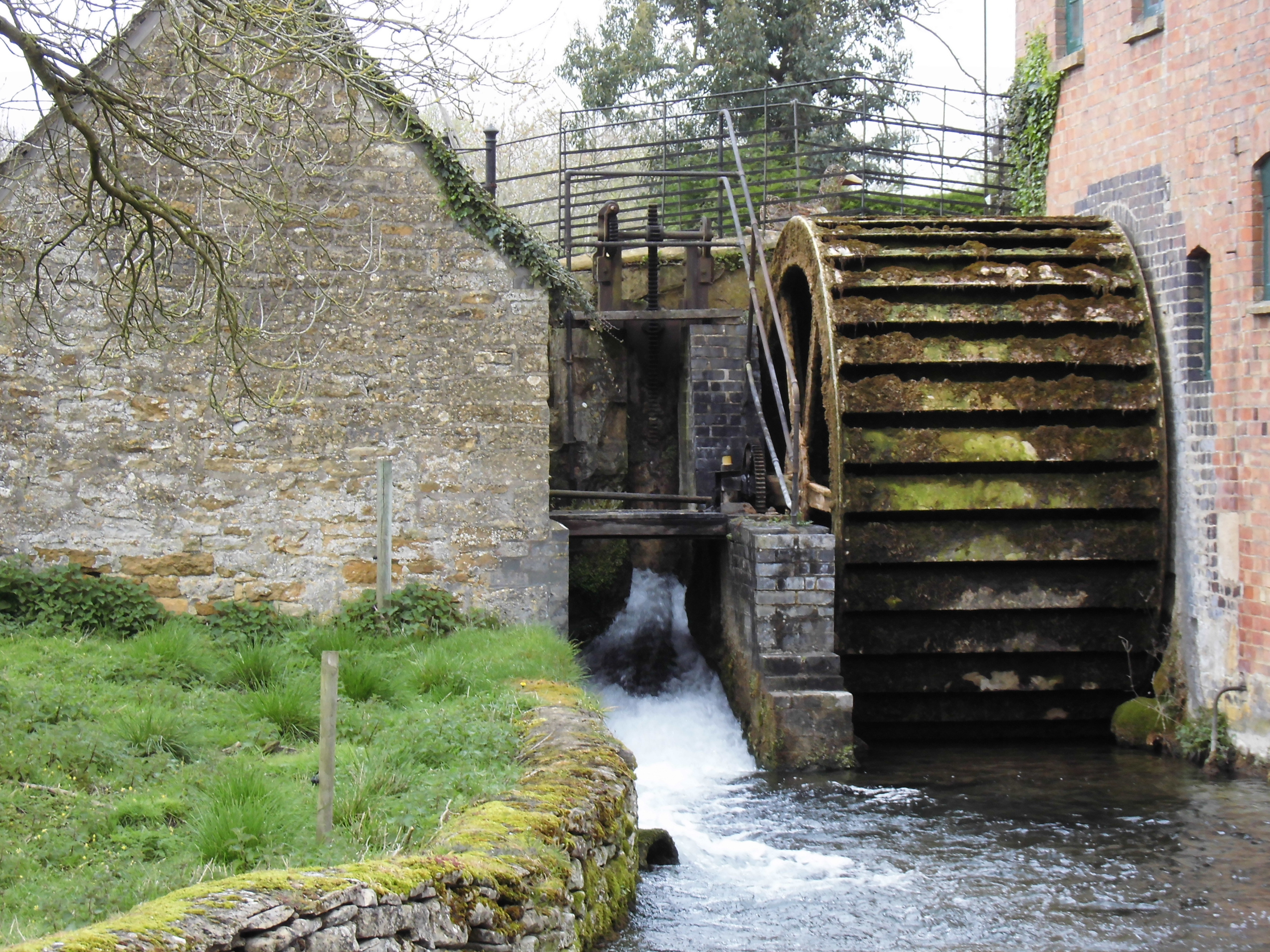
Un moulin à eau.

Ne doit pas être confondu avec Hydrographie, Hydrologie ou Hydromécanique.
 (juillet 2012).
Si vous disposez d'ouvrages ou d'articles de référence ou si vous connaissez des sites web de qualité traitant du thème abordé ici, merci de compléter l'article en donnant les références utiles à sa vérifiabilité et en les liant à la section « Notes et références ».
L'hydraulique est une technologie et une science appliquée ayant pour objet d'étude les propriétés mécaniques des liquides et des fluides. La mécanique des fluides est une science fondamentale qui constitue la base théorique de l'hydraulique.
L'ingénierie a recours à l'hydraulique pour la génération, le contrôle et la transmission de puissance par l'utilisation de liquides sous pression. Les sujets d'étude de l'hydraulique couvrent des questions scientifiques et des problématiques d'ingénierie. L’ingénierie hydraulique s’intéresse aux concepts de débit dans des tuyaux, à la conception de barrages, à la microfluidique et aux pompes.
Les principes de l'hydraulique sont utilisés également en biologie dans le corps humain, par exemple pour étudier le système cardiovasculaire.
L'hydraulique à surface libre est la branche de l'hydraulique étudiant les débits des écoulements à surface libre, comme les rivières, les canaux, les lacs, les estuaires et les mers.

## Étymologie
Le mot hydraulique vient du mot grec ὑδραυλικός / hudraulikós, de ὕδραυλος / húdraulos, « orgue à eau », composé de ὕδωϱ / húdōr, « eau » et αὐλός / aulós « instrument à vent, tuyau ».

## Histoire
Les premières traces certaines de captage sont observées au Proche-Orient et datent du Néolithique (9000-6000 av. J.-C.). Sur les plateaux et dans les montagnes, là où l'eau de surface n'était pas pérenne, les habitants ont capté des eaux souterraines et creusé des puits, souvent à l'échelle du foyer. Certaines de ces installations traditionnelles sont encore utilisées aujourd'hui aux Émirats arabes unis, en Oman ou en Arabie saoudite.
La plus ancienne clepsydre que l'on connaisse a été découverte à Karnak en 1904. Datée du règne d’Aménophis III, vers -1400, elle se trouve aujourd'hui exposée au musée égyptien du Caire.
Dans le monde méditerranéen, notamment en lien avec Alexandrie, les premiers grands maîtres de cette science furent Ctésibios d'Alexandrie, Archimède et Héron d'Alexandrie et. Ainsi ce dernier perfectionna la clepsydre, inventa un monte-charge et un orgue hydraulique, l'hydraule.
De manière générale, le fluide utilisé dans les systèmes hydrauliques (eau ou huile) est incompressible. Une pression est appliquée au fluide par l'intermédiaire d'un piston dans un cylindre, provoquant une pression équivalente sur un autre piston qui délivre l'énergie. Si la surface du second piston est supérieure à celle du premier, alors la force exercée par le second piston est supérieure à celle appliquée au premier piston. C'est le principe de la presse hydraulique, qui a été découvert en 1650 par Blaise Pascal et mis en application en 1785 par Joseph Bramah.
Un des fondateurs de l'hydraulique moderne a été Benedetto Castelli, élève de Galileo Galilei.

## Définitions
Anciennement, l'hydraulique désignait la science qui enseigne à mesurer, à diriger et à élever les eaux. Ces notions se retrouvent dans des mots du grec antique: κλεψύδρα (« clepsydre »), ὕδρα (« hydre »), ὑδραγωγεῖον (« aqueduc »), ὑδροφόρος (« hydrophore, porteur d’eau »), ὑδροφοβία (« hydrophobie »). Les machines hydrauliques désignaient principalement les pompes employées à cet effet. L'hydraulique était alors du ressort du fontainier et de ses ouvriers spécialisés : les pompiers, spécialisés dans la fabrication et l'entretien des pompes, et les plombiers, spécialisés dans le façonnage du plomb.
Au XVIII siècle, Louis Vicat lui donnera une signification supplémentaire, l'hydraulicité désignant la qualité des mortiers, plâtres, chaux et ciments pouvant faire prise sous eau.
Le mot hydraulique désigne de nos jours deux domaines différents :
- les sciences et les technologies de l'eau naturelle et de ses usages : hydrologie, hydraulique urbaine, hydrogéologie, etc. (voir le Portail Eau) ;
- les sciences et les technologies de l'usage industriel des liquides sous pression : hydrostatique et hydromécanique, oléohydraulique, moteur hydraulique, pompe oléohydraulique, presse hydraulique, machine hydraulique, etc.

## Champs d'études de l'hydraulique
Les champs d'études qu'elle propose regroupent plusieurs domaines :
- les machines hydrauliques (voir hydromécanique et oléohydraulique) ;
- les écoulements de fluides incompressibles en conduite ou à surface libre ;
- l'énergie hydraulique ;
- l'hydraulique urbaine ;
- l'hydraulique fluviale ;
- l'hydraulique en charge ;
- les canaux.

## Les types d'étude hydraulique
Il existe plusieurs types d'études hydrauliques. Ces études consistent à calculer les hauteurs d'eau et les vitesses d'écoulement dans une section mouillée. Toutes ces études utilisent des équations comme celle de Manning-Strickler, Bernouilli, Colebrook ou Barré Saint Venant.
Il est possible de classifier les études hydrauliques en fonction de la complexité des modèles utilisés :
- méthode classique simple sans modélisation (utilisation sans perte de charge complexe ou d'influence aval - souvent dans des sections régulières comme des conduites circulaires, rectangulaires, des fossés en V ou de forme trapézoïdale)
- modélisation 1D (utilisée dans les domaines des risques majeurs - inondation de vallées)
- modélisation casier (utilisée dans les domaines des risques majeurs - inondation de plaines)
- modélisation 1D/2D (utilisée dans les domaines des risques majeurs - inondation de vallées et de plaines et milieu urbain)
- modélisation 3D (utilisée surtout dans les domaines de l'aérospatiale ou l'automobile)

Les outils de modélisation sont nombreux et bien souvent payants mais il existe des logiciels gratuits comme HEC-RAS ou EPANET. Les codes de calculs de ces outils sont aussi performants que les outils payants mais l'interface est moins bien travaillé.
Dans la législation française (code de l'urbanisme), les permis de construire ou les permis d'aménager sont instruits avec une demande d'étude hydraulique ou notice hydraulique permettant d'expliquer à l'administration la gestion des eaux pluviales du futur projet. Certains projets peuvent être en plus soumis au code de l'environnement en fonction de leur importance et de leur impact sur les milieux aquatiques. Les porteurs de projet doivent alors faire valider un dossier appelé dossier "loi sur l'eau" basé sur une étude hydraulique.

## Système hydraulique

### Le réseau hydraulique
Un réseau hydraulique est typiquement composé de :
- réservoir ;
- filtres ;
- pompes ;
- limiteur de pression (aussi appelé détendeur) ;
- ballon anti coup de bélier (plus communément appelé « boule d'azote » dans le milieu agricole ou accumulateur de pression) ;
- clapet anti-retour ;
- régulateur de débit ;
- régulateur de pression ;
- distributeurs et appareils de régulation ;
- valves d'équilibrages ;
- clapet parachute (notamment dans le domaine des ascensoristes) ;
- limiteur de capacités ;
- flexibles et conduites (en France, les conduites en plomb des années 1950 sont peu à peu remplacées par des conduites en polyéthylène haute densité couramment appelé PEHD) ;
- clapet unidirectionnel ou bypass ;
- récepteurs ;
- pompe péristaltique.

### Comparaison entre systèmes pneumatique et hydraulique
La compression d'un gaz dégage de la chaleur, qui est une énergie perdue. Plus la pression est élevée, plus la chaleur dégagée est importante. Le rendement est donc plus faible.
Inversement, avec un liquide incompressible (huile, eau), la chaleur dégagée lors de la mise en pression n'est due qu'aux frottements (déplacement du liquide) et augmente peu avec la pression. On obtient donc des rendements largement supérieurs à ceux obtenus avec des systèmes à air comprimé.
La perte d'énergie due à la circulation d'un fluide dépend : de la longueur du conduit, du diamètre du conduit, des obstacles au déplacement du fluide, de sa vitesse, de la masse volumique du fluide (eau : 1 000 g/l ; air non compressé : 1,3 g/l).
Mais autant les fuites d'air ont souvent des effets négligeables, ce n'est pas le cas des fuites d'huile (pollution, risque d'incendie, etc.) ou des fuites d'eau (oxydation des pièces voisines, etc.).